# هاورد ماكورد
هاورد ماكورد (بالإنجليزية: Howard McCord)‏ (1932، إل باسو في الولايات المتحدة)؛شاعر وروائي أمريكي.